# Monastère de Zemen
 (octobre 2021).
Le monastère de Zemen (en bulgare Земенски манастир est un monastère bulgare situé au-dessus de la ville de Zemen en direction des gorges de Zemen sur la rivière Struma jusqu'à Kyustendil.
Le monastère n'est pas actif, mais est un monument culturel en raison de ses fresques et de son architecture précieuses. Il est l'une des deux branches du Musée national d'histoire (Bulgarie) depuis 2004.
La fresque de la deuxième couche de peinture du XIVe siècle représentant les fondateurs, parmi lesquels seul le nom de l'épouse est lu — Doya, est particulièrement précieuse. Ces images sont comparables à celles de l'église de Boyana.